# Потерітері
Потерітері - найпівденніше серед великих озер, що розкинулись в національному парку Фіордланд на Південному острові в Новій Зеландії. Лише озера Хакапоуа та Іннес розташовані далі на південь на південнішому з двох головних островів Нової Зеландії. Озеро лежить за 40 км на захід від містечка Туатапере.
Його улоговина розкинулась в гірській долині з урвистими схилами і простягається на 28 км з півночі на південь, маючи ширину менш ніж 2 км. Площа водойми становить 43 км². Води озера через 8-кілометрову річку Вайтуту впадають в західну частину протоки Фово.
Походження назви озера невідоме. Подібне слово в мові маорі може означати пливти на плоту туди й назад. За іншою теорією, назву озера насправді потрібно було б писати Поутірітірі, що можна перекласти як шест на якому висить те, що принесли в жертву. Згідно з третьою версією, назву водойми треба писати Поетеретере, що означає бризки вологи.
До озера можна дістатись на гелікоптері, або ж по спеціальному маршруту від витоку з озера Хауроко.